# Torneo americano maschile di pallacanestro di qualificazione alle Olimpiadi 1984
Il 2º Campionato Americano Maschile di Pallacanestro FIBA (noto anche come FIBA Americas Championship 1984) si svolse dal 15 al 24 maggio 1984 a San Paolo,in Brasile.
Questa seconda edizione dei Campionati americani maschili di pallacanestro aveva come unico scopo la qualificazione di tre squadre alle Olimpiadi estive del 1984 di Los Angeles, a cui erano già qualificati come nazione ospitante gli Stati Uniti.

## Squadre partecipanti
| - Argentina - Brasile - Canada - Cuba - Rep. Dominicana - Messico - Panama - Porto Rico - Uruguay |

## Round robin
| Squadra         | Pt | G | V | P | PF  | PS  | Diff |
| --------------- | -- | - | - | - | --- | --- | ---- |
| Brasile         | 16 | 8 | 8 | 0 | 778 | 710 | +68  |
| Uruguay         | 14 | 8 | 6 | 2 | 749 | 766 | -17  |
| Canada          | 14 | 8 | 6 | 2 | 759 | 646 | +113 |
| Panama          | 13 | 8 | 5 | 3 | 776 | 741 | +35  |
| Porto Rico      | 11 | 8 | 3 | 5 | 753 | 774 | -21  |
| Messico         | 11 | 8 | 3 | 5 | 724 | 780 | -56  |
| Cuba            | 10 | 8 | 2 | 6 | 736 | 752 | -16  |
| Argentina       | 10 | 8 | 2 | 6 | 740 | 769 | -29  |
| Rep. Dominicana | 9  | 8 | 1 | 7 | 737 | 814 | -77  |

15 maggio 1984
| Canada  | 101–72 | Messico         |
| Cuba    | 100–92 | Rep. Dominicana |
| Panama  | 88–77  | Argentina       |
| Brasile | 93–76  | Uruguay         |

16 maggio 1984
| Canada          | 85–75 | Cuba       |
| Messico         | 93–87 | Porto Rico |
| Rep. Dominicana | 88–83 | Argentina  |
| Brasile         | 95–92 | Panama     |

17 maggio 1984
| Canada     | 110–82 | Rep. Dominicana |
| Uruguay    | 109–95 | Messico         |
| Brasile    | 107–95 | Argentina       |
| Porto Rico | 97–86  | Cuba            |

18 maggio 1984
| Uruguay    | 95–88  | Cuba            |
| Canada     | 85–73  | Argentina       |
| Panama     | 95–87  | Messico         |
| Porto Rico | 107–98 | Rep. Dominicana |

19 maggio 1984
| Brasile | 90–80   | Messico         |
| Cuba    | 103–82  | Panama          |
| Uruguay | 110–106 | Rep. Dominicana |
| Canada  | 89–75   | Porto Rico      |

21 maggio 1984
| Porto Rico | 93–92  | Argentina       |
| Uruguay    | 91–89  | Canada          |
| Panama     | 115–98 | Rep. Dominicana |
| Brasile    | 92–89  | Cuba            |

22 maggio 1984
| Argentina | 113–98 | Messico         |
| Uruguay   | 92–84  | Porto Rico      |
| Canada    | 107–79 | Panama          |
| Brasile   | 93–78  | Rep. Dominicana |

23 maggio 1984
| Uruguay | 105–101 | Argentina  |
| Messico | 103–90  | Cuba       |
| Panama  | 115–103 | Porto Rico |
| Brasile | 99–93   | Canada     |

24 maggio 1984
| Messico   | 96–95   | Rep. Dominicana |
| Panama    | 110–71  | Uruguay         |
| Argentina | 106–105 | Cuba            |
| Brasile   | 109–107 | Porto Rico      |

## Classifica finale
| Campione d'America | Campione d'America | Campione d'America |
| --- | ------------------ | --- |
| Brasile4 Nilo, 5 Sílvio, 6 Gerson, 7 Carioquinha, 8 Cadum, 9 Marquinhos, 10 Paulinho, 11 Rolando, 12 Adilson, 13 Marcelo, 14 Oscar, 15 Israel, All. Renato Brito Cunha |                    | |
| Argento | Uruguay            | Uruguay4 López, 5 Larrosa, 6 Pierri, 7 Núñez, 8 Ruiz, 9 Perdomo, 10 Peinado, 11 Pagani, 12 Pereyra, 13 Tito, 14 Mignone, 15 Frattini, All. Ramón Etchamendi                     |
| Bronzo | Canada             | Canada4 Kelsey, 5 Simms, 6 Pasquale, 7 Tilleman, 8 Kazanowski, 9 Triano, 10 Hatch, 11 Herbert, 12 Wennington, 13 Raffin, 14 Wiltjer, 15 Meagher, All. Jack Donohue              |
| 4. | Panama             | Panama4 Malcolm, 5 Chávez, 6 Grenald, 7 Rivas, 8 Forbes, 9 Smith, 10 Macías, 11 Frazer, 12 Gil, 13 Bailey, 14 Medrick, 15 Butler, All. Carl Pirelli                             |
| 5. | Messico            | Messico4 Pineda, 5 Flores, 6 Gallardo, 7 Palomar, 8 Bailey, 9 Ruiz, 10 Ortega, 11 Esquivel, 12 Sánchez, 13 Arroyos, 14 Holguín, 15 Mena, All. Gustavo Saggiante                 |
| 6. | Porto Rico         | Porto Rico4 Marrero, 5 Hernández, 6 Sosa, 7 Correa, 8 Rodríguez, 9 Quiñones, 10 Cruz, 11 Santiago, 12 Morales, 13 Cora, 14 Mincy, 15 Ortiz, All. Julio Toro                     |
| 7. | Argentina          | Argentina4 Camisassa, 5 Aréjula, 6 Faggiano, 7 Fernández, 8 Romano, 9 Uranga, 10 Perazzo, 11 Cortijo, 12 Cadillac, 13 Milovich, 14 Oroño, 15 González, All. Heriberto Schonwies |
| 8. | Cuba               | Cuba4 Abreu, 5 Maturell, 6 Simón, 7 Luaces, 8 Cabrera, 9 Dubois, 10 Pérez, 11 Laferte, 12 Herrera, 13 Scott, 14 Moré, 15 Morales, All. Pedro Chappé                             |
| 9. | Rep. Dominicana    | Rep. Dominicana4 Tapia, 5 Hansen, 6 Pérez, 7 Cruz, 8 Sánchez, 9 Domínguez, 10 Royal, 11 Muñoz, 12 Chacón, 14 Vargas, 15 McKelly, All. Fernando Teruel                           |